# Sem (Linguistik)
Der Ausdruck Sem (griechisch sema, „Zeichen“; frz. sème; engl. seme) ist ein Fachausdruck der linguistischen Semantik. In seiner Hauptbedeutung bezeichnet er die kleinsten Elemente (Bestandteile, Komponenten) der Bedeutung von Wörtern bzw. Lexemen. 

## Seme als kleinste Bedeutungsbestandteile (Hauptbedeutung)
Der Begriff des Sems beruht auf der Annahme, dass man die Bedeutung von Wörtern (Lexemen) als Kombination von Semen beschreiben kann. Dieser Zusammenschluss von Semen in einem Wort wird als Semem bezeichnet. Jedes Wort weist eine Kombination von Semen auf, die es in mindestens einem dieser Seme von Wörtern anderer Bedeutung unterscheidet.
Zum Wort „Mutter“ gehören z. B. die Seme: [menschlich], [erwachsen], [weiblich], [hat Kind] etc. Diese Seme können jeweils auch zur Beschreibung der Bedeutung anderer Wörter verwendet werden. So ist das Sem [weiblich] auch Bestandteil der Bedeutung von „Königin“, „Tochter“ oder auch „Löwin“. Die Gesamtheit der Seme aber trifft nur auf das Semem „Mutter“ zu.
Der Begriff Sem geht auf die französischen Linguisten Algirdas Julien Greimas  (Litauen) und Bernard Pottier zurück. Dem Begriff des Sems entspricht der in der Komponentenanalyse verwendete Terminus semantisches Merkmal.
Das folgende Beispiel für die Analyse eines Ausschnitts des Wortfeldes Sitzgelegenheiten stammt von Pottier ([frz.1965] 1978: 404):
| Lexem   | Zum Sitzen | Auf Füßen | Für 1 Person | Mit Rückenlehne | Mit Armlehnen |
| ------- | ---------- | --------- | ------------ | --------------- | ------------- |
| Kanapee | +          | +         | −            | (+)             | (+)           |
| Sessel  | +          | +         | +            | +               | +             |
| Stuhl   | +          | +         | +            | +               | −             |
| Hocker  | +          | +         | +            | −               | −             |

[Zum Sitzen], [Auf Füßen] usw. sind die Seme dieses kleinen Wortfeldes. Die Zeichen „+“ und „−“ zeigen an, ob das jeweilige Sem für das betreffende Lexem zutrifft oder nicht. Die Menge der Seme eines Wortes macht sein Semem aus, also seine Bedeutung. Auf diese Weise lassen sich ganze Wortfelder unter Verwendung immer der gleichen Seme systematisch darstellen.

## Nebenbedeutungen

### Distinktives Sem
Teilweise gelten als Seme nur solche (im weiteren Sinn der Hauptbedeutung), die innerhalb eines Paradigmas (Wortfeld) eine distinktive Funktion haben, während das allen gemeinsame Merkmal Noem genannt wird.

### Satzanaloges Zeichen
Luis J. Prieto (1966) nennt Sem „ein besonderes Zeichen, dessen Signifikat nicht einem Zeichen entspricht, sondern einer Aussage der Sprache“.
Daneben steht Sem auch für Texte.